# Galder
Galder właściwie Thomas Rune Andersen Orre (ur. 18 października 1976) – norweski muzyk, kompozytor, wokalista i multiinstrumentalista, znany głównie jako gitarzysta. Od 1993 roku występuje w zespole Old Man’s Child, którego był współzałożycielem. Natomiast od 2000 roku gra również w Dimmu Borgir.
Galder gra na gitarach firmy ESP. Muzyk używa następujących modeli: ESP LTD Shadow i ESP F Series Custom Guitars. Ponadto używa wzmacniaczy Marshall i Randall, efektów Digitech, strun gitarowych D'addario oraz przystawek gitarowych EMG 81 i 85.

## Dyskografia
- Dødheimsgard – Satanic Art (EP, 1998, Moonfog Productions)
- Dimmu Borgir – Puritanical Euphoric Misanthropia (2001, Nuclear Blast)
- Dimmu Borgir – World Misanthropy (2002) (DVD, Nuclear Blast)
- Dimmu Borgir – Death Cult Armageddon (2003, Nuclear Blast)
- Dimmu Borgir – In Sorte Diaboli (2007, Nuclear Blast)
- Behind the Player: Dimmu Borgir (DVD, 2010, Alfred Music Publishing)[7]
- Dimmu Borgir – Abrahadabra (2010, Nuclear Blast)
- Khold – Masterpiss of Pain (2001, Moonfog Productions, gościnnie)